# Grezzo
Grezzo (Japans: 株式会社グレッゾ, Romaji: Kabushiki Gaisha Gurezzo) is een Japans ontwikkelaar van computerspellen die in 2006 werd opgericht. Een jaar later werd spelontwerper Koichi Ishii, bekend van zijn werk aan de Mana-serie, aangesteld als CEO van het bedrijf.

## Ontwikkelde spellen
| Jaar | Titel                                                | Uitgever | Platform |
| ---- | ---------------------------------------------------- | -------- | -------- |
| 2010 | Line Attack Heroes                                   | Nintendo | Wii      |
| 2011 | The Legend of Zelda: Ocarina of Time 3D              | Nintendo | 3DS      |
| 2011 | The Legend of Zelda: Four Swords Anniversary Edition | Nintendo | DSiWare  |
| 2013 | StreetPass Garden                                    | Nintendo | 3DS      |
| 2015 | The Legend of Legacy                                 | FuRyu    | 3DS      |
| 2015 | The Legend of Zelda: Majora's Mask 3D                | Nintendo | 3DS      |
| 2015 | The Legend of Zelda: Tri Force Heroes                | Nintendo | 3DS      |
| 2017 | The Alliance Alive                                   | FuRyu    | 3DS      |
| 2017 | Ever Oasis                                           | Nintendo | 3DS      |
| 2018 | Luigi's Mansion                                      | Nintendo | 3DS      |
| 2019 | The Legend of Zelda: Link's Awakening                | Nintendo | Switch   |